# HIStory: Past, Present and Future, Book I
HIStory: Past, Present and Future, Book I este cel de-al nouălea album de studio înregistrat de către cântărețul american Michael Jackson. Albumul a fost lansat pe data de 20 iunie 1995 de către casa de discuri Epic Records. HIStory a fost number one în 19 țări și s-a vândut în mai mult de 20 de milioane de exemplare. Primul CD conține 15 hituri clasice ale lui Michael, iar pe al cel de al doilea 15 piese noi, dintre care trei nu poartă semnătura lui. Albumul a primit un Grammy la categoria Best Music Video pentru "Scream" (cel mai scump videoclip din toate timpurile).

## Conținut
Lista melodiilor incluse în album este: 
 HIStory Begins (Disc 1)
1. „Billie Jean” — 4:54
2. „The Way You Make Me Feel” — 4:57
3. „Black Or White” — 4:15
4. „Rock With You” — 3:40
5. „She's Out Of My Life” — 3:38
6. „Bad” — 4:07
7. „I Just Can't Stop Loving You” — 4:12
8. „Man In The Mirror” — 5:19
9. „Thriller” — 5:57
10. „Beat It” — 4:18
11. „The Girl Is Mine” — 3:41
12. „Remember The Time” — 4:00
13. „Don't Stop 'Til You Get Enough” — 6:02
14. „Wanna Be Startin' Somethin” — 6:02
15. „Heal The World” — 6:24

HIStory Continues (Disc 2)
1. „Scream” — 4:38
2. „They Don't Care About Us” — 4:44
3. „Stranger In Moscow” — 5:44
4. „This Time Around” — 4:20
5. „Earth Song” — 6:46
6. „D.S.” — 4:49
7. „Money” — 4:41
8. „Come Together” — 4:02
9. „You Are Not Alone” — 5:45
10. „Childhood” — 4:28
11. „Tabloid Junkie” — 4:32
12. „2 Bad” — 4:49
13. „HIStory” — 6:37
14. „Little Susie” — 6:13
15. „Smile” — 4:56